# HK416C卡賓槍
HK416C是一款由德国槍械公司黑克勒-科赫所研製及生產的緊湊／突擊型軍用突击步枪（卡賓槍），是HK416的緊湊／突擊型版本，發射5.56×45毫米北約口徑制式步枪子彈。

## 概述
HK416系列步槍槍機上使用HK G36突擊步槍的短行程活塞氣動系統取代M4卡賓槍原來的直接導氣重新改造而成。
HK416C超緊湊型卡賓槍衍生型最初由黑克勒-科赫因應英国特种部队提出的“極緊湊單兵武器”（Ultra Compact Individual Weapon，UCIW）招標而開發。不過最終卻由LWRC UCIW赢得該次招標而落選。
HK416C具有一根228毫米（9英吋）的槍管，並且預計能夠產生大約730米／秒（2,395.06英尺／秒）的槍口初速。根據黑克勒&科赫原廠測試，這槍支的精度大約是4MOA （在100公尺的散布範圍為12厘米）
雖然HK416C與HK416槍族仍保留著很高度的組成零部件的通用性，但仍然有大量改進。除了更短的槍管和護木外，HK416C具有特別設計的四叉消焰器，特別設計的兩檔（N-正常；S-消音）可調的導氣座，類似於HK G36C的活塞頭（不同於其他HK416），相比於其他HK416更短的活塞桿，專用的後部截短的槍機座，特別設計的扁復進簧，一個可以從後部打開並取出復進簧的短緩衝管，和一個前後滑動型可伸縮式槍托，這槍托與HK MP5冲锋枪的A3、A5、SD3、SD6、SFA3衍生型以及英國軍隊的貼身保護小隊通常使用的HK53短管卡賓槍所使用的伸縮式槍托都有點相似。此外HK416C的下機匣和普通的HK416略有不同，比如側面多了兩個用來固定伸縮式槍托桿的環狀物，以及後部取消了buffer retainer开孔以及用來固定buffer retainer的rollpin孔（除了序列號大約在171-000250以前的早期型號）。除了早期原型槍和特殊情況外，HK416C的序列號一般為171-開頭，下機匣序列號的位置比起其他型號的HK416更低一點，以免被收起時的伸縮槍托桿遮住。
與HK416一樣，使用冷鍛碳鋼自由浮動式槍管以增長槍管壽命、高可靠性的30發鋼制STANAG彈匣（可與舊式鋁制彈匣或塑料通用）以及在機匣及自由浮動式前護木設有合共5條MIL-STD-1913戰術導軌（其中4條在前護木上）以便安裝對應導軌的戰術燈、雷射瞄準器、前握把、兩腳架、40毫米榴彈發射器、光学瞄准镜、紅點鏡／反射式瞄準鏡、全息瞄準鏡、棱鏡式瞄準鏡、夜視鏡或热成像仪這些戰術配件附件。機匣及護木上方的戰術導軌長度仍足以串連式安裝光學瞄準具，前後串連式安裝配置模式可以擴大瞄準具附件的加裝應用模式。
該槍因為無法解決可靠性問題，導致用戶很少，只在很短的一段時間內生產，現已停產。該槍有半自動型號，主要提供給歐洲（尤其是英國）的警察用戶。

## 使用國
| 國家     | 組織名稱                                       | 日期   |
| -------- | ---------------------------------------------- | ------ |
| 法國     | 特種部隊單位                                   |        |
| 德国     | 特別行動突擊隊                                 | -      |
| 马来西亚 | 保鏢單位                                       |        |
| 波蘭     | 波蘭警察                                       | 2011年 |
| 英国     | 英國特種部隊（曾有限進行實戰測試但沒正式採用） | -      |
| 英国     | 漢普郡警察                                     | -      |

## 流行文化

### 电子遊戲
- 2011年 —：命名为「M29突击步枪」，使用30发STANAG弹匣供弹，改用M4卡宾枪式样的伸缩枪托，下机匣印有“M29”以及“5.56×45mm NATO”字样，加装前握把与全息瞄准镜。奇怪的是枪械左右侧均有抛弹口。
- 2012年 —：只於多人遊戲中登場，命名為「HK 416C」，為爆破兵的可用武器，可作定制改裝。
- 2013年—：最早於韓國版2017年6月9日時推出。在遊戲中使用啞黑色槍身和改用馬格普工業公司生產的P-MAG彈匣，並裝上了垂直前握把和REDI-MAG彈匣並聯插槽，命名為「HK416C」。
- 2015年 —：由德國聯邦警察第九國境守備隊幹員Jäger所使用，命名為「416-C CARBINE」
- 2016年—：型號為HK416C，命名為「SG 416 C」，使用100發Beta C-Mag彈鼓供彈。

## 資料來源
1. ↑  .   [2018-08-13]. （原始内容存档于2018-08-14）.
2. 1 2  . Heckler & Koch. 2010-10-08  [2010-10-12]. （原始内容存档于2010-10-12）.
3. ↑  .   [2012-07-16]. （原始内容存档于2010-07-29）.
4. ↑   (PDF).   [2012-07-16]. （原始内容存档 (PDF)于2011-10-01）.

## 外部連結
- （英文）—YouTube上的HK416C (also written HK 416C) AR SBR/PDW Fired on Full-Auto by David Crane of DefenseReview.com (DR)
- （英文）—YouTube上的HK ShotShow 2011 Part 1
- （简体中文）—D Boy Gun World—HK416C短枪管步枪（页面存档备份，存于）